# 駐日オマーン大使館
駐日オマーン大使館（ちゅうにちおまーんたいしかん、アラビア語: سفارة سلطنة عمان في طوكيو في اليابان、英語: Embassy of the Sultanate of Oman in Tokyo, Japan）は、1979年にオマーンが日本に設置した外交使節団公館である。

## 住所
- 住所: 〒150-0012　東京都渋谷区広尾4-2-17
- アクセス: 東京メトロ日比谷線広尾駅1番出口

## 大使
2018年12月26日より、モハメッド・サイード・ハリファ・アル・ブサイディが特命全権大使を務めている。

## ギャラリー

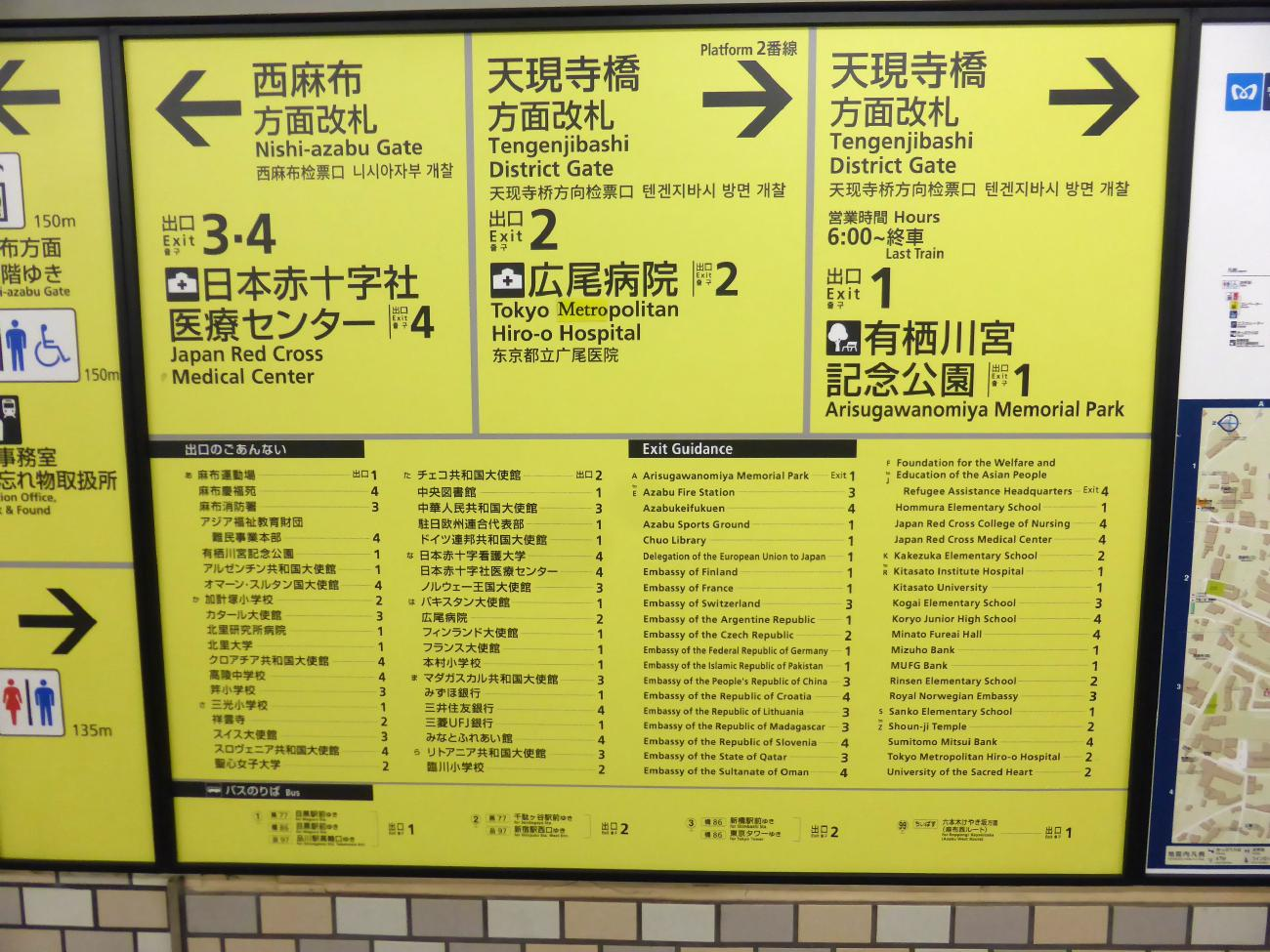
広尾駅出口案内。大使館へは1番出口
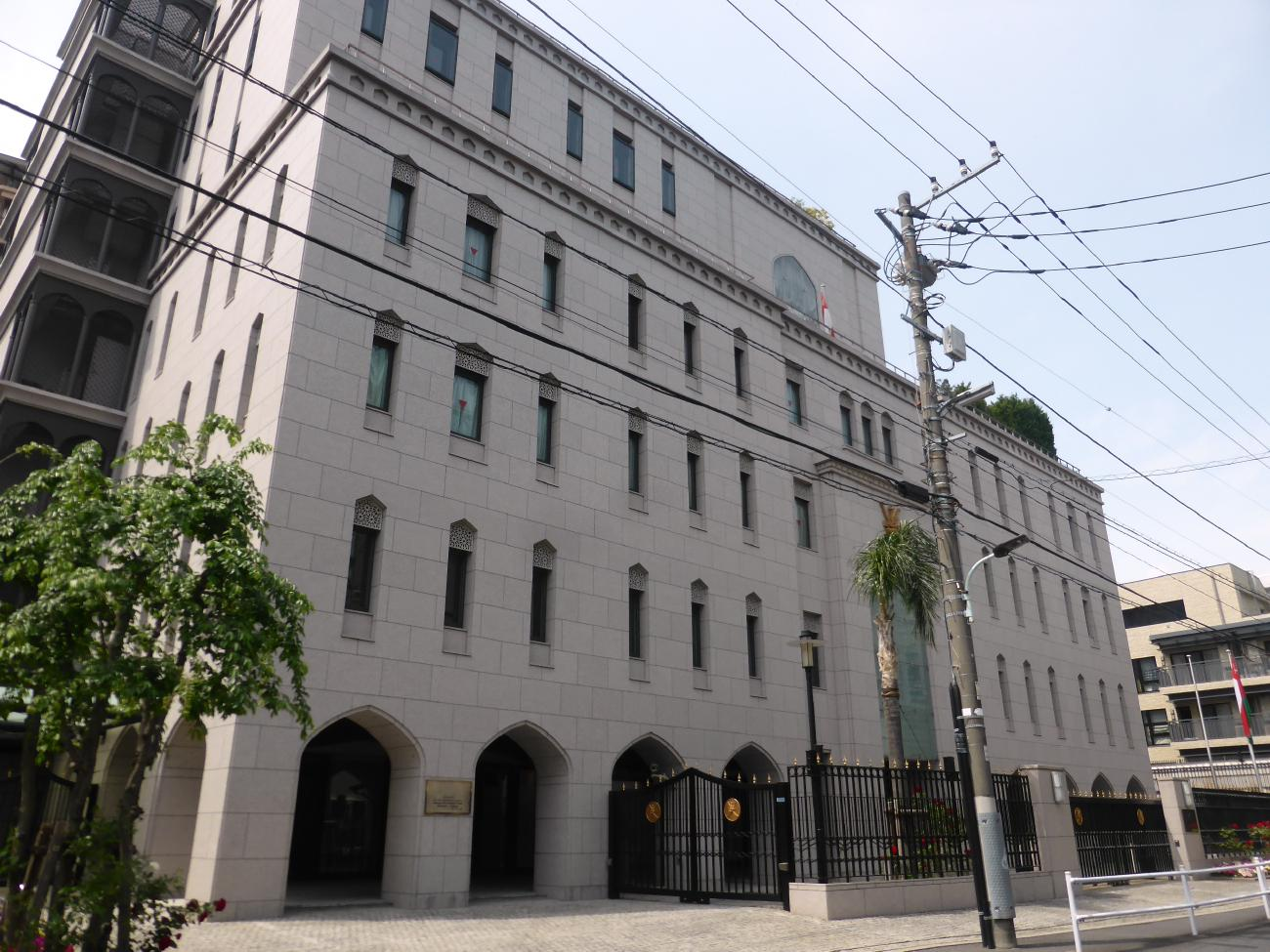
オマーン大使館全景
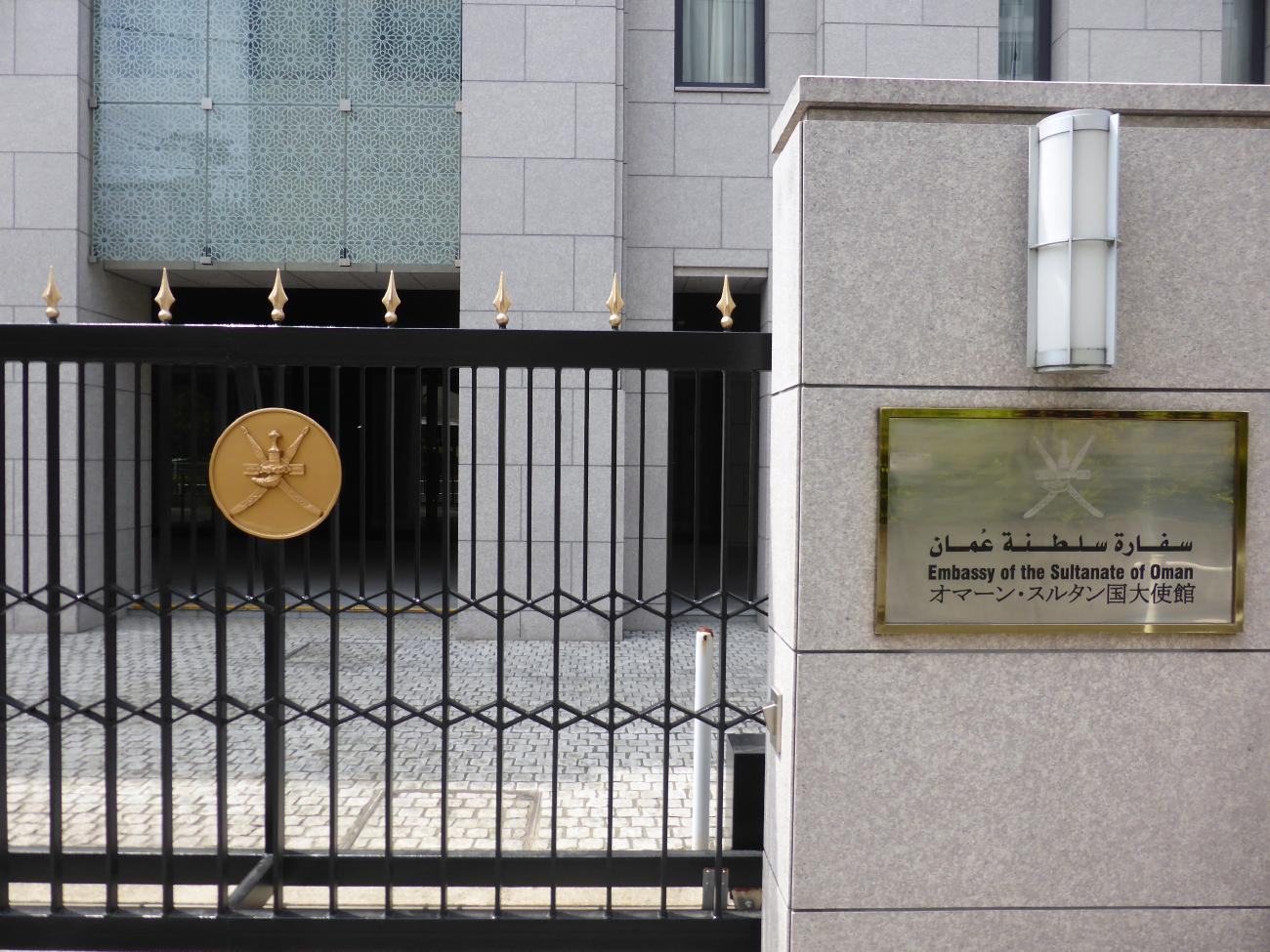
オマーン大使館正面玄関